# أدولف دوق هولشتاين-غوتورب
أدولف الدنماركي أو أدولف فون هولشتاين-غوتورب (25 يناير 1526-1 أكتوبر 1586)؛ كان أول دوق هولشتاين-غوتورب من سلالة أولدنبورغ العريقة.
كان أدولف الابن الثالث لـ فريدريك الأول ملك الدنمارك-النرويج وزوجته الثانية صوفي البوميرانية، تلقى أدولف تعليمه على يد فيليب الشهم لاندغراف هسن، بحيث أمضى أربع سنوات في قلعة لاندغراف بـ كاسل.
في عام 1544 قسم أدولف وأخوه يوهان مع أخيهما غير الشقيق ملك الدنمارك كريستيان الثالث دوقية شليسفيغ وهولشتاين، تم تقسيم المناطق وفقًا لحصيلة الضرائب المتساوية تقريبًا، أدولف بصفته الأصغر سناً، كان يحق له الاختيار الأول ووقع اختياره على الجزء الذي يحوي قلعة غوتورب، وبذلك اعتبر مؤسس فرع هولشتاين-غوتورب من أسرة أولدنبورغ، ومن خلال هذا الفرع تنتسب إليها العائلة المالكة الروسية وكذلك السويدية (1751-1818)، وأيضا حكام أولدنبورغ الكبرى.

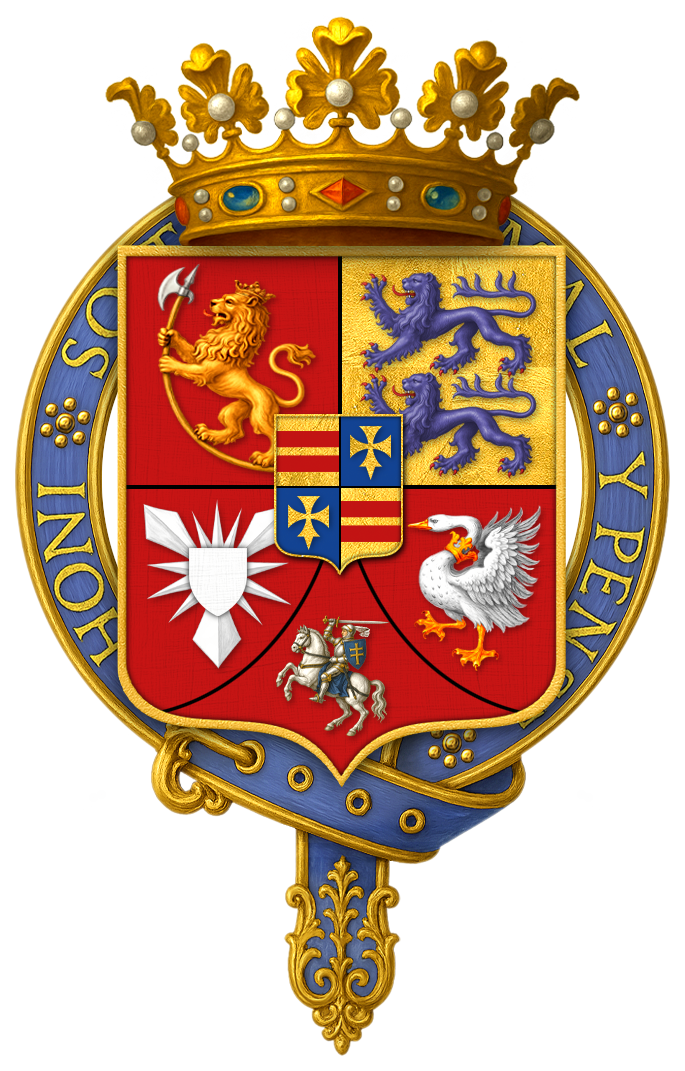
شعار أدولف دوق هولشتاين-غوتورب محاط شعار فرسان الرباط.

شارك أدولف في اجتماع أوغسبورغ بحيث التقى مع الإمبراطور شارلكان الذي كان في أوجه قوته، وفي عام 1553 عاد أدولف إلى وطنه، وفي عام 1556 خلف شقيقه الأصغر كـ أسقف شليسفيغ.

## الذرية
في 17 ديسمبر 1564 تزوج الدوق أدولف من كريستين (1543-1604)؛ الابنة الصغرى لمعلمه فيليب الشهم وزوجته كريستين الساكسونية، تعتبر والدتهما بنات خالات باعتبارهن من أحفاد كازيمير الرابع ملك بولندا وزوجته إليزابيث النمساوية، أنجبت كريستين له:-
1. فريدرش الثاني (21 أبريل 1568 - 15 يونيو 1587)؛ دوق هولشتاين-غوتورب، ليس له ذرية.
2. صوفيا (1 يونيو 1569 - 14 نوفمبر 1634)؛ تزوجت من يوهان السابع دوق مكلنبورغ-شفيرين، لهم ذرية.
3. فيليب (10 أغسطس 1570 - 18 أكتوبر 1590)؛ دوق هولشتاين-غوتورب، ليس له ذرية.
4. كريستينا (13 أبريل 1573 - 8 ديسمبر 1625)؛ تزوجت من كارل التاسع ملك السويد، لهم ذرية بما في ذلك الملك غوستاف أدولف.
5. إليزابيث (11 مارس 1574 - 13 يناير 1587).
6. يوهان أدولف (27 فبراير 1575 - 31 مارس 1616)؛ دوق هولشتاين-غوتورب، له ذرية.
7. آنا (27 فبراير 1575 - 24 أبريل 1625)؛ تزوجت من إينو الثالث كونت أوستفريزلاند، لهم ذرية.
8. كريستيان (توفي. عام 1577).
9. أغنيس (20 ديسمبر 1578 - 1627).
10. يوهان فريدرش (1 سبتمبر 1579 - 3 سبتمبر 1634)؛ أمير أسقف في بريمن ولوبيك وفردان.

يعتبر أدولف اليوم سلف العائلات المالكة البريطانية والإسبانية والهولندية والدنماركية والسويدية والنرويجية والبلجيكية واللوكسمبورغية وكذلك موناكو وليختنشتاين.